# Berenguera de Navarra
Berenguera de Navarra (v. 1165 - Le Mans, França, 1230), infanta de Navarra i reina consort d'Anglaterra (1191-1199).

## Orígens familiars
Filla de Sanç VI de Navarra i la seva esposa Sança de Castella, i germana de Sanç VIII el Fort.

## Enllaç amb Ricard Cor de Lleó
El casament entre Ricard I d'Anglaterra i Berenguera fou orquestrat per la mare de Ricard I, Elionor d'Aquitània. Primerament Ricard s'havia promès amb Alícia de França, filla de Lluís VII de França. Enmig dels preparatius de l'enllaç Alícia es convertí en l'amant del rei Enric II d'Anglaterra, pare de Ricard. Això impossibilità l'enllaç, la qual cosa aprofità Elionor per casar el seu fill amb Berenguera.
El casament es realitzà el 12 de maig de 1191 a la capella de Sant Jordi de Limassol (Xipre), quan Ricard I, ja rei, es dirigia en una croada cap a Terra Santa. Berenguera participà al costat del seu espòs en la primera part de la campanya.
La parella va tornar a Europa després de participar en la croada de manera separada, així Ricard I fou fet presoner pel duc d'Àustria durant alguns anys, mentre Berenguera restà a França intentant aconseguir els diners necessaris per pagar-ne el rescat. En el seu retorn a Anglaterra Ricard no va fer retornar Berenguera a la cort reial, així la infanta navarresa i reina consort restà a França i mai trepitjà les Illes britàniques: fou l'única reina consort que ostenta aquest títol.
Visqué els últims anys de la seva vida retirada a l'abadia de Lépau a Le Mans, on morí el 23 de desembre de 1230.